# Ablaincourt-Pressoir
 Ablaincourt-Pressoir  es una población y comuna francesa, en la región de Alta Francia, departamento de Somme, en el distrito de Péronne y cantón de Ham. Las antiguas comunas de Ablaincourt y Pressoir  fueron fusionadas en 1966.

## Demografía
| Gráfica de evolución demográfica de Ablaincourt-Pressoir entre 2006 y 2018 |
|                                                                            |

Fuentes: INSEE.